# Marcin Sierakowski
Marcin Sierakowski herbu Ogończyk (zm. 2 września 1621 roku) – marszałek Trybunału Głównego Koronnego w 1607 roku, kasztelan inowłodzki w latach 1603–1611, starosta przedecki w latach 1597–1611.